# Ovakışla, Ahlat
Ovakışla là một thị trấn thuộc huyện Ahlat, tỉnh Bitlis, Thổ Nhĩ Kỳ. Dân số thời điểm năm 2011 là 3.925 người.